# Xysticus albomaculatus
Xysticus albomaculatus är en spindelart som beskrevs av Kulczynski 1891. Xysticus albomaculatus ingår i släktet Xysticus och familjen krabbspindlar. Inga underarter finns listade i Catalogue of Life.